# Bob Neely
Robert Barry „Bob“ Neely (* 9. November 1953 in Sarnia, Ontario) ist ein ehemaliger kanadischer Eishockeyspieler, der im Verlauf seiner aktiven Karriere zwischen 1970 und 1980 unter anderem 309 Spiele für die Toronto Maple Leafs und Colorado Rockies in der National Hockey League (NHL) auf der Position des Verteidigers bestritten hat. Neely wurde im WHA Amateur Draft 1973 als Gesamterster von den Chicago Cougars aus der World Hockey Association (WHA) ausgewählt.

## Karriere
Neely spielte zum Beginn seiner Juniorenzeit in der Saison 1970/71 zunächst bei den Hamilton Red Wings in der Ontario Hockey Association (OHA). Innerhalb der Liga wechselte der Verteidiger im Verlauf der folgenden Spielzeit zu den Peterborough Petes. Am Ende der Spielzeit 1971/72 gewann Neely mit den Petes den J. Ross Robertson Cup der OHA und erreichte mit der Mannschaft das Finale um den prestigeträchtigen Memorial Cup. Dort musste sich Peterborough aber den Cornwall Royals mit Al Sims und Richard Brodeur geschlagen geben. Zum Ende seiner Juniorenzeit wurde er im NHL Amateur Draft 1973 in der ersten Runde an der zehnten Gesamtposition von den Toronto Maple Leafs aus der National Hockey League (NHL) ausgewählt. Ebenso wurde der Abwehrspieler beim WHA Amateur Draft 1973 von den Chicago Cougars aus der zu dieser Zeit mit der NHL in Konkurrenz stehenden World Hockey Association (WHA) als erster Spieler des Drafts gezogen.
Gleich zum Beginn der Saison 1973/74 schaffte Neely den Sprung zu den Maple Leafs in die NHL. Dort konnte er sich nicht als großer Scorer auszeichnen, aber aufgrund seiner körperbetonten Spielweise, die seinen Einsatzwillen zeigte, war er bei den Fans sehr beliebt. Unzufrieden war Neely jedoch, dass die Maple Leafs ihn als Tough Guy, also als Spieler für körperliche Auseinandersetzungen und nicht als vollwertigen Verteidiger einsetzten. Sein Trainer Roger Neilson setzte ihn auch häufig als Linksaußen ein. Im Laufe der Saison 1977/78 wurde er an die Colorado Rockies verkauft. Nach dem Saisonende kehrte er aufgrund einer Vertragsoption aber wieder zu den Maple Leafs zurück. Er kehrte jedoch nicht in die NHL zurück, sondern spielte noch zwei Jahre in der American Hockey League (AHL) für die New Brunswick Hawks, bevor er seine Karriere im Sommer 1980 im Alter von 26 Jahren beendete. Während seiner zwei Spielzeiten in New Brunswick hatte er mit der kanadischen Nationalmannschaft am Iswestija-Pokal 1978 teilgenommen.

## Erfolge und Auszeichnungen
- 1972 J.-Ross-Robertson-Cup-Gewinn mit den Peterborough Petes
- 1973 OHA First All-Star Team
- 1980 AHL First All-Star Team

## Karrierestatistik
(Legende zur Spielerstatistik: Sp oder GP = absolvierte Spiele; T oder G = erzielte Tore; V oder A = erzielte Assists; Pkt oder Pts = erzielte Scorerpunkte; SM oder PIM = erhaltene Strafminuten; +/− = Plus/Minus-Bilanz; PP = erzielte Überzahltore; SH = erzielte Unterzahltore; GW = erzielte Siegtore; 1 Play-downs/Relegation; Kursiv: Statistik nicht vollständig)